# Tidö slott

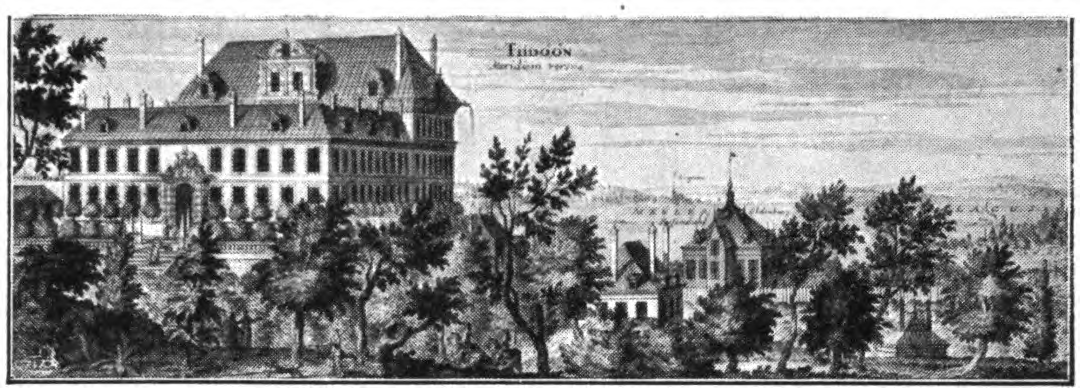
Tidö slott i Erik Dahlberghs Suecia antiqua et hodierna från 1670. Illustration av gravören Johannes van den Aveelen (1655-1727).

Tidö är ett slott från 1600-talet omkring 10 kilometer sydväst om Västerås  i Rytterne socken i Västmanland.
Tidös äldsta byggnad är en kvadratisk borg som troligen uppfördes av riksrådet Ivar Magnusson Gren i slutet av 1400-talet. Den är idag en ruin, som ligger vid sidan om slottet. Rikskanslern Axel Oxenstierna, som lät uppföra de nuvarande byggnaderna, kallade borgen Oldenburg. Det som nu är en ruin var tidigare ett fyrkantshus i sten med trapptorn, uppfört vid mitten av 1500-talet och det ligger idag intill det stora slottet som Axel Oxenstierna började bygga 1626. Inför nybyggnaden av den nya huvudbyggnaden lät han riva ner de delar som inte höll måttet. 
Tidö slott byggdes i senrenässans och begynnande barock efter tyska och holländska förebilder. Tidö slott är det klassiska exemplet på en herremansbostad från 1600-talet, ett tvåvånings högslott med källarvåning och med tre lägre tvåvåningslängor kring en borggård.
Slottet bedriver konferensverksamhet och används som bostad, men visas för allmänheten.
Efter riksdagsvalet 2022 ägde en stor del av regeringsförhandlingarna mellan högerpartierna Moderaterna, Kristdemokraterna, Liberalerna och Sverigedemokraterna som ledde fram till Tidöavtalet rum på slottet.

## Historia

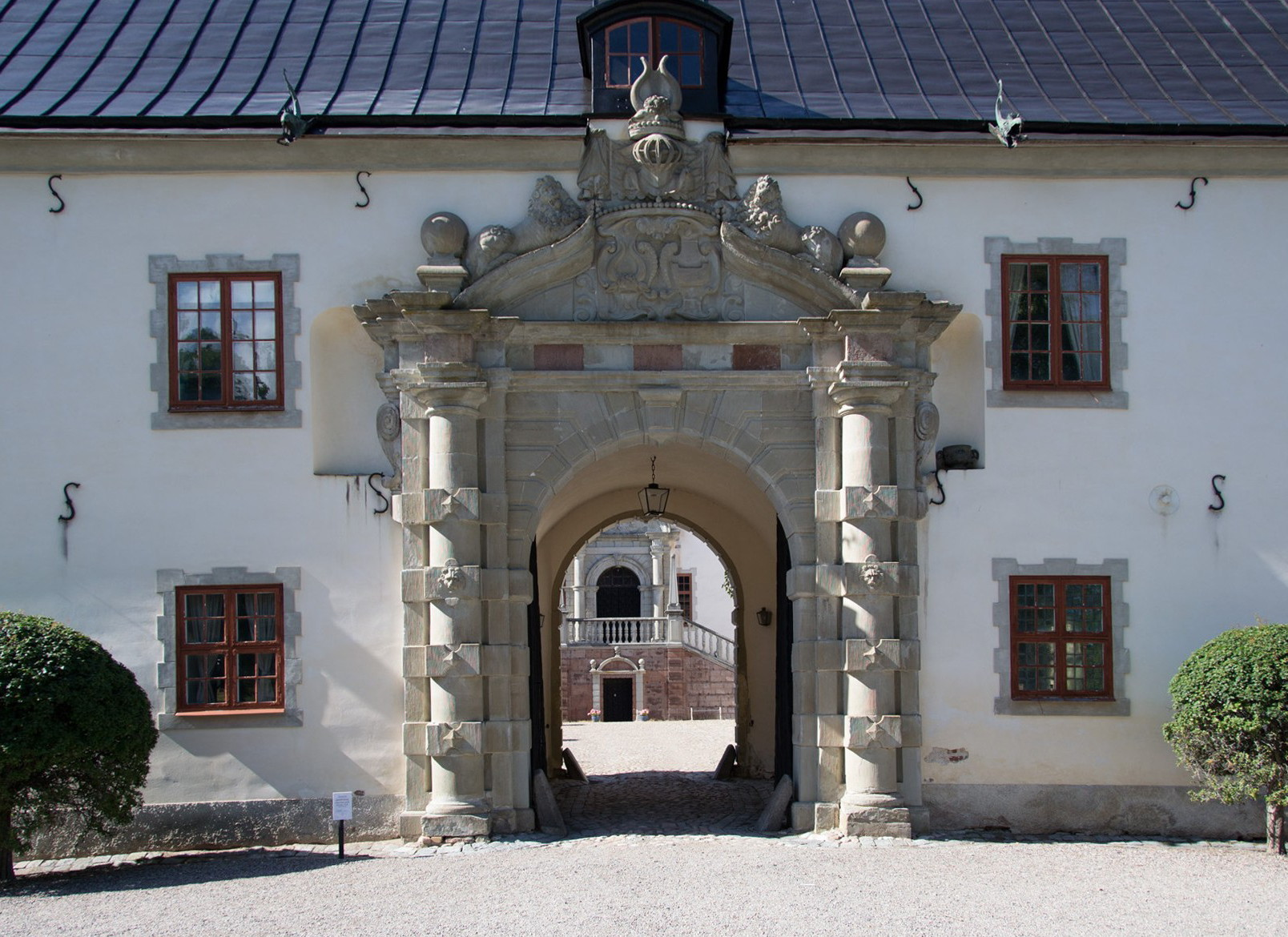
Sandstensportalen byggdes på 1640-talet av stenhuggaren Heinrich Blume.

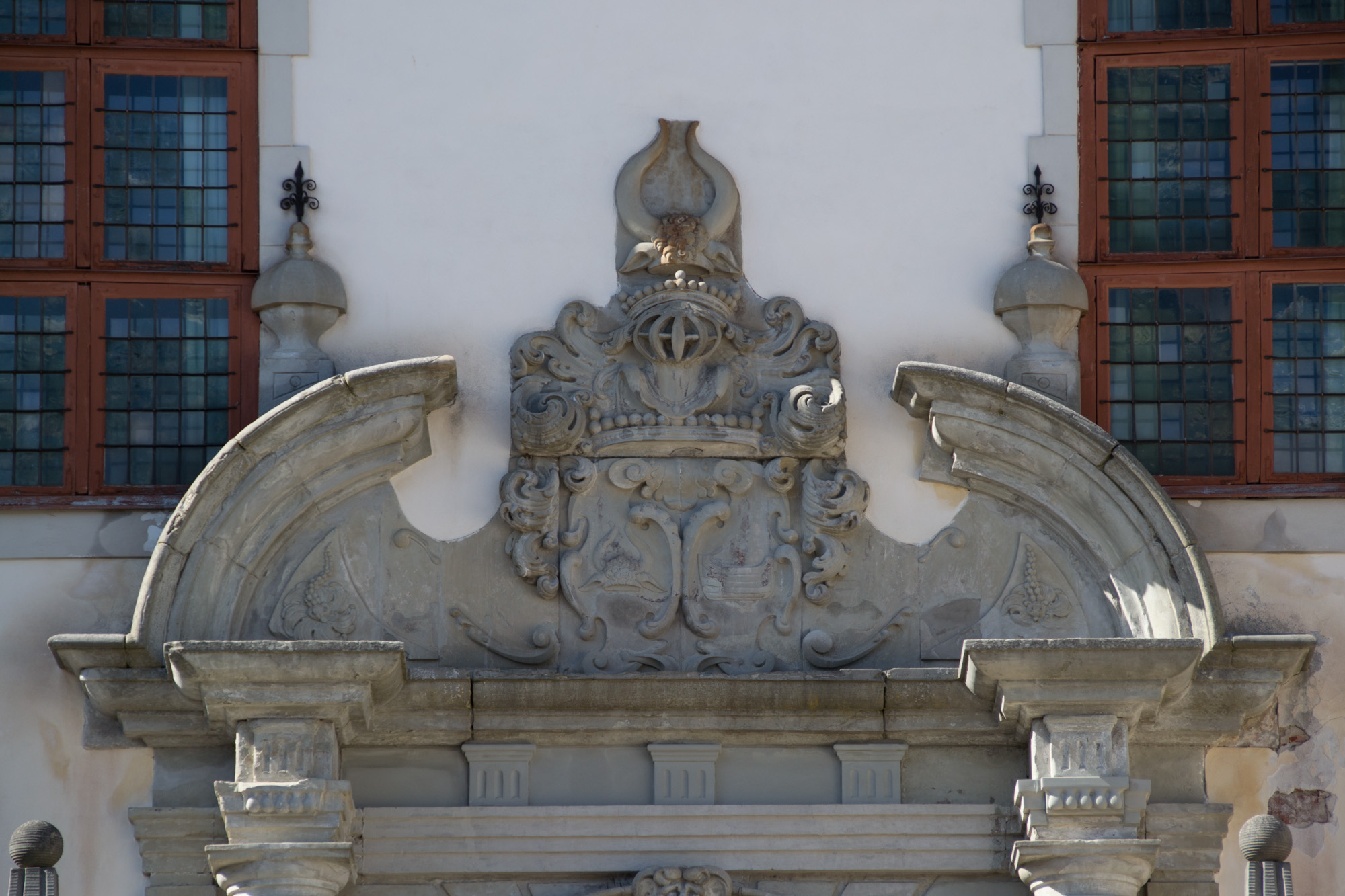
Detalj av portalen med det rikt skulpterade krönet med Oxenstiernska vapnet och Bååtska vapnet.

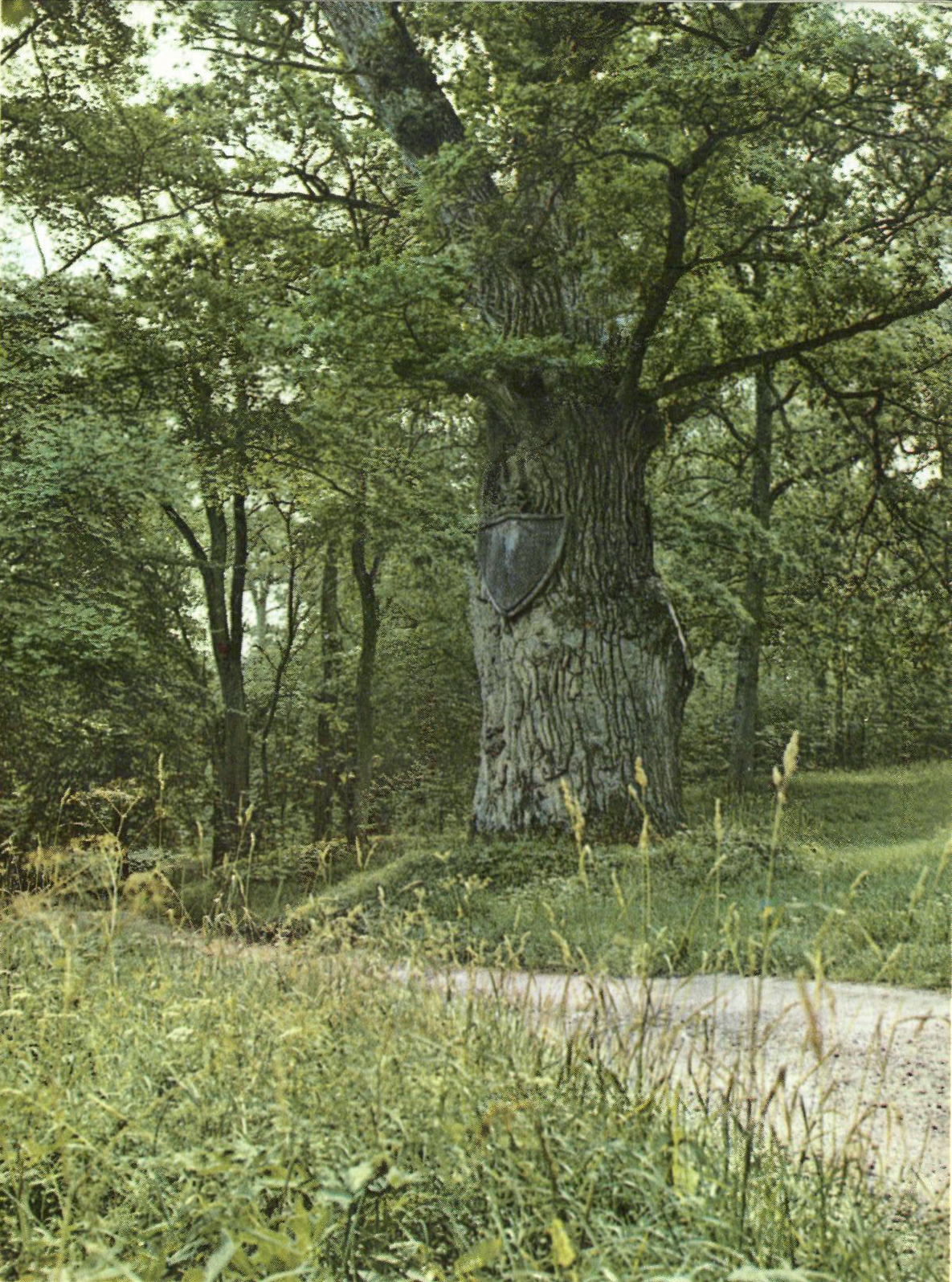
Axel Oxenstiernas ek i slottsparken, vilken sägs ha planterats av Axel Oxenstierna.

### Stenhuset Oldenburg och det nya Tidö
Det nuvarande slottet uppfördes av rikskanslern Axel Oxenstierna och hustrun Anna Åkesdotter Bååt av släkten Bååt 1625–1641 med hjälp av arkitekterna Simon de la Vallée och Nicodemus Tessin d.ä.. Anna Bååt växte upp på Tidö slott och hon var dotter till Åke Jonasson Bååt och Christina Trolle. Äktenskapet mellan Axel Oxenstierna och Anna Bååt ingicks 1608. Bröllopet ägde rum den 5 maj 1608 på Oldenburg, det medeltida stenhuset nära dagens Tidö Slott. Hustrun Anna ärvde Tidö 1610 efter modern, Christina Trolle, änka efter Åke Johansson Bååt. Tidö var då ett stenhus av senmedeltida typ omgärdat av vallgravar. Detta stenhus, som var känt som Oldenburg och var från slutet av 1400-talet, byggdes på 1640-talet om till brygghus och mälteri, ligger nu i ruiner några hundratals meter från den platå på vilken Axel Oxenstierna lät uppföra det nya Tidö. Godset fanns redan på 1400-talet och den förste kände ägaren var riddaren Arendt Bengtsson Ulf till Nynäs.

### Huvudbyggnaden och de tre flyglarna
Arbetena på slottet påbörjades 1625 och pågick i det närmaste i 20 år. Stommen var färdig 1635. Det är inte känt vem som upprättade ritningarna. Det var först mot slutet av bygget som man anlitade två utbildade arkitekter till detta. Först anlitades Simon de la Vallée och sedan Nicodemus Tessin den äldre, men då var det endast för utformningen av detaljer i såväl exteriören som interiören. År 1638 var arbetet igång efter ritningar av Simon de la Vallée. I juni 1640 stod de båda stora portalerna färdiga och då befallde man stenhuggaren Heinrich Blume att riva den yttre portalen.
Slottet består av en rektangulär huvudbyggnad och tre lägre sammanhängande flyglar, som omger en kvadratisk borggård. Entrén till gården är ett stort valv i södra flygeln. Det var arkitektens avsikt att altaner efter fransk förebild skulle byggas på portlängan som skulle vara envånig, men byggherren ville att den istället skulle vara en hel tvåvåningslänga. De små svängda turellerna i portlängans gårdsfasad är ovanliga i svensk arkitektur och för tankarna till Sydtyskland. Tidö anses vara det bäst bevarade av det tiotal slott av denna typ med hög huvudbyggnad och långa stenflyglar som byggdes mellan cirka 1610 och 1680. Andra slott, som är byggda av medlemmar av den Oxenstiernska familjen, är Rosersberg, Sturefors (tidigare slottsbyggnaden Thurefors), Sätuna och Tyresö. Även Lövstad i Östergötland och Hässelby utanför Stockholm är relativt väl bevarade. Ruiner däremot är Stjärnorp i Östergötland och Kägleholm i Närke.

### Sandstensportalen
Den kraftiga sandstensportalen flankeras av doriska halvkolonner, som bär upp ett bjälklag och däröver ett praktfullt dubbelvapen för Oxenstierna och Bååt. Stenhuggaren Heinrich Blume var på 1630- och 1640-talen verksam vid Axel Oxenstiernas båda slottsbyggen på Tidö och på Fiholms slott i Södermanland. På 1640-talet var Heinrich Blume anställd vid Tidö slottsbygge.  Slottets uppförande är nära förbundet med Heinrich Blumes namn. Huvudbyggnadens två stora gavlar är hans verk. Portalerna står idag som krön till den ståtliga fritrappan och som portvalv till borggården. Vid Tidö slott leder portalen in till borggården. Den betraktas som en av de finaste arkitektoniska skulpturer vi har i Sverige från 1600-talet. Valvet flankeras av kolonner i sandsten och ett rikt skulpterat krön med Oxenstiernska vapnet och Bååtska vapnet. Portalen är huggen av stenhuggaren Heinrich Blume kring 1640. Heinrich Blume har även gjort den obelisksmyckade dubbeltrappan, huvudbyggnadens portal och portalen in till borggården. Båda portalerna har kolonner och rikt skulpterade krön där bland annat de oxenstiernska och bååtska vapensköldarna ingår som element i utsmyckningen. De skulpterade Tidö-dörrarna finns i imponerande antal på slottet. Ett fyrtiotal av slottets dörrar är enastående praktstycken med rik dekor i trämosaik utförda av tyska mästare. Även de ursprungliga bjälktaken med sina renässansmotiv finns kvar. Axel Oxenstiernas paradvåning har fått stå orörd genom tiderna.
Under 1700-talets första hälft byttes det tidigare höga valmade sadeltaket mot det nuvarande säteritaket. Men det finns fortfarande några av samma delfinformade vattenkastare kvar som en gång prydde det ursprungliga taket. Vattenkastarna utfördes i koppar av kopparslagaren Peter Mitter vid Norrbro i Stockholm och sitter på flyglarnas tak, som fortfarande har kvar sin 1600-talsform. Tidö slott står ännu kvar som det stod när Axel Oxenstierna dog 1654. Från hans tid finns det även i interiören ännu mycket kvar. Det gäller främst Oxenstiernas representationsvåning och särskilt Riddar- eller Rikssalen. Detsamma gäller även för en del möbler.

## Interiörer
Riddarsalen är slottets intressantaste rum och har fått bibehålla sin starka ursprungliga prägel. Dörrarna i salen är har intarsia och på de grå väggarna hänger många porträtt i helfigur av Oxenstiernor. Fönsternischerna är djupa och har murade stenklädda bänkar med lambrequiner. Golvet har stora fyrkantiga kalkstensplattor, vilket bidrar till den strama 1600-talsstämningen som karaktäriserar rummet. I ett hörn i rummet finns den öppna spisen, som har gavlar och kartuscher och dubbelvapen med Oxenstiernska vapnet och Bååtska vapnet under friherrlig krona samt årtalet 1652.
Gula salongen var det första av rummen i den 1700-talsmöblerade paradvåningen är beläget i slottets nordöstra hörn. Rummet har delvis boaserade väggar som är klädda med gult brokad-siden i de av förgyllda lister avgränsade fälten. Därför heter rummet Gula salonge. Rummet har gustaviansk karaktär med medaljonger som föreställer Gustav III, Bellman och Sergel. En stor plafondmålning pryder taket. Målningen föreställer Aurora utförd av Carl Gustaf Wetterstrand. Möblerna är gustavianska och tillverkade i Sverige, den vackra kristallkronan från samma period är från Frankrike.
Galleriet ligger invid Gula salongen. Det stora galleriet har stucktak som härför från Carl Gustaf Oxenstiernas tid. I taket finns en plafondmålning som framställer Venus omgiven av putti, och i sidofälten två magnifika kristallkronor i barock. I rummet finns också två kolonnkakelugnar från 1700-talet. Målningarna är från 1600-talet, de föreställer bland annat svenska fältherrar. I galleriet finns också statyer från 1800-talet i carraramarmor från 1800-talet.
Blå matsalen kommer man in i från galleriet. Blå matsalen är belägen i byggnadens mitt strax bakom förstugan. Rummet får en ovanlig men trivsam karaktär genom den direkt på väggytan putsade dekorationen i blekblått på gråvit botten. Däremot är pilasteranordningar och fyllningar utförda i grisaille. Inredningen är från 1700-talet, men den vackra blåvita Delft-vasen, en tulpanvas, är dock från 1600-talet. Porträtten i Blå matsalen föreställer svenska 1700-talskungligheter.

## Ägarhistorik
Tidös förste med säkerhet kände ägare var riksrådet Ivar Magnusson Gren (död efter 1495). Hans dotter sålde gården 1537 till drottning Margareta Eriksdotter (Leijonhufvud). Gustav Vasa bytte det 1540 mot Ekolsund till Göran Åkesson (Tott). Han ärvdes av sin syster Kristina, gift med riksrådet Johan Pedersson (Bååt). Deras sondotter Anna Åkesdotter Bååt, sedan 1608 gift med Axel Oxenstierna, fick vid arvskiftet efter fadern 1610 Tidö på sin lott. Därefter innehades Tidö av medlemmar av släkterna Oxenstierna, Soop af Limingo, Dohna, Ridderstolpe och Treschow med flera. Oxenstiernor och med hans släkt besläktade medlemmar ägde Tidö slott i 200 år. Slottet såldes första gången 1840. Genom köp övergick Tidö slott till släkten von Schinkel. År 1889 köptes det av Carl-David von Schinkel. Samma år fick han fideikommissrätten på Hamrångeverken i Gästrikland flyttad till Tidö. Idag ägs Tidö slott av David von Schinkel och hans hustru Christina von Schinkel.

## Bilder

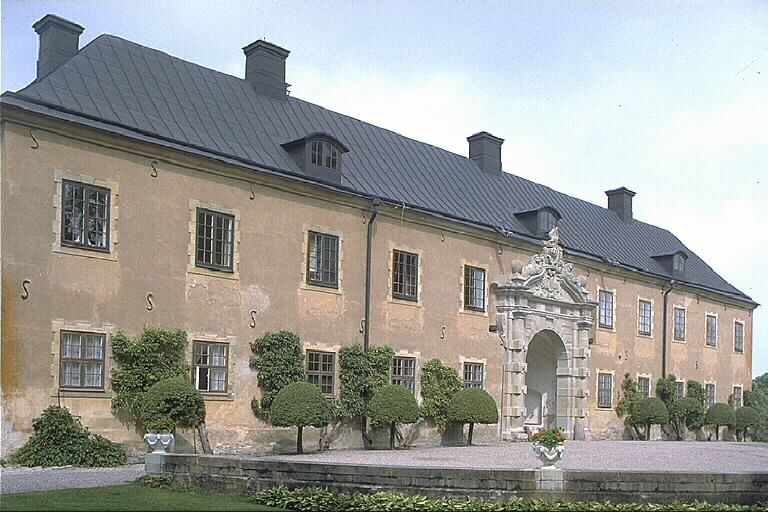
Tidö slott från entrésidan år 1989.
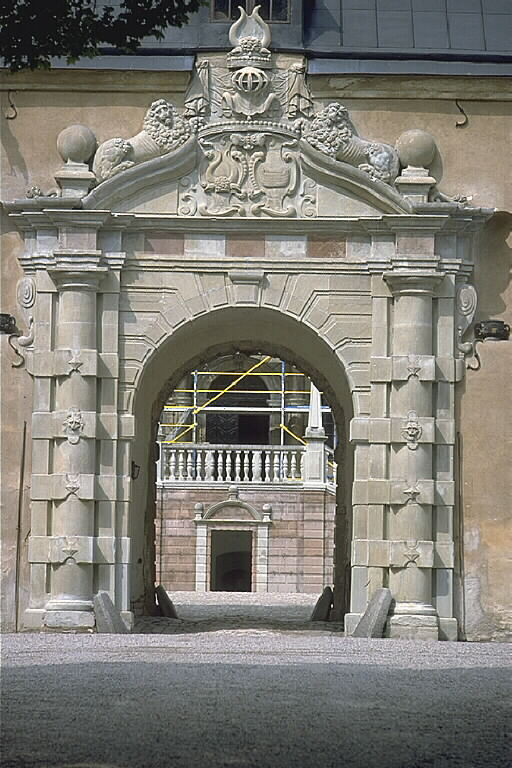
Gårdsportalen in till slottet år 1989, den är huggen 1640–1641 av stenhuggaren Heinrich Blume.
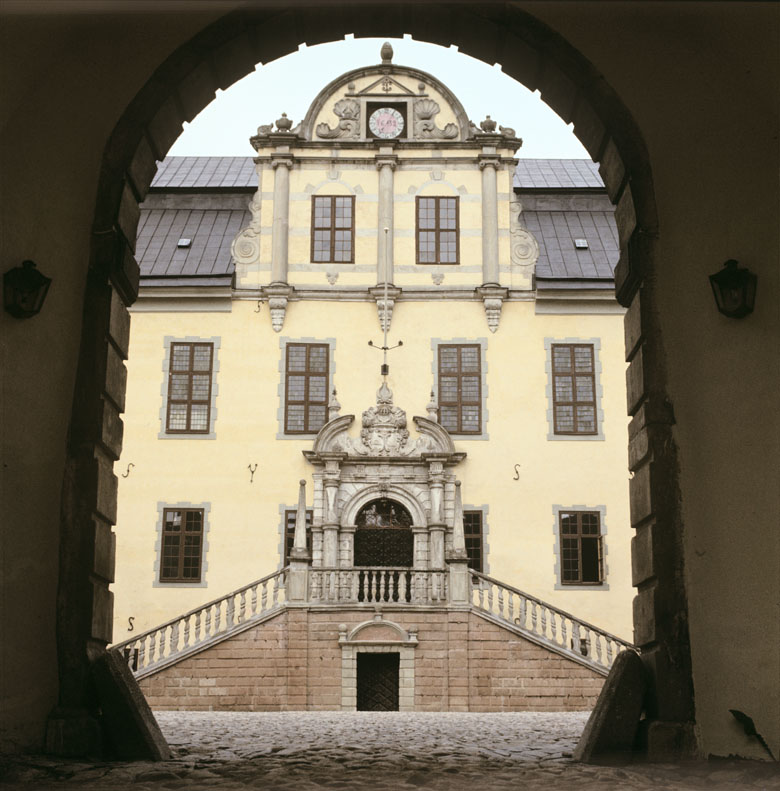
Entrén till den kvadratiska borggården är ett stort valv i södra flygeln.
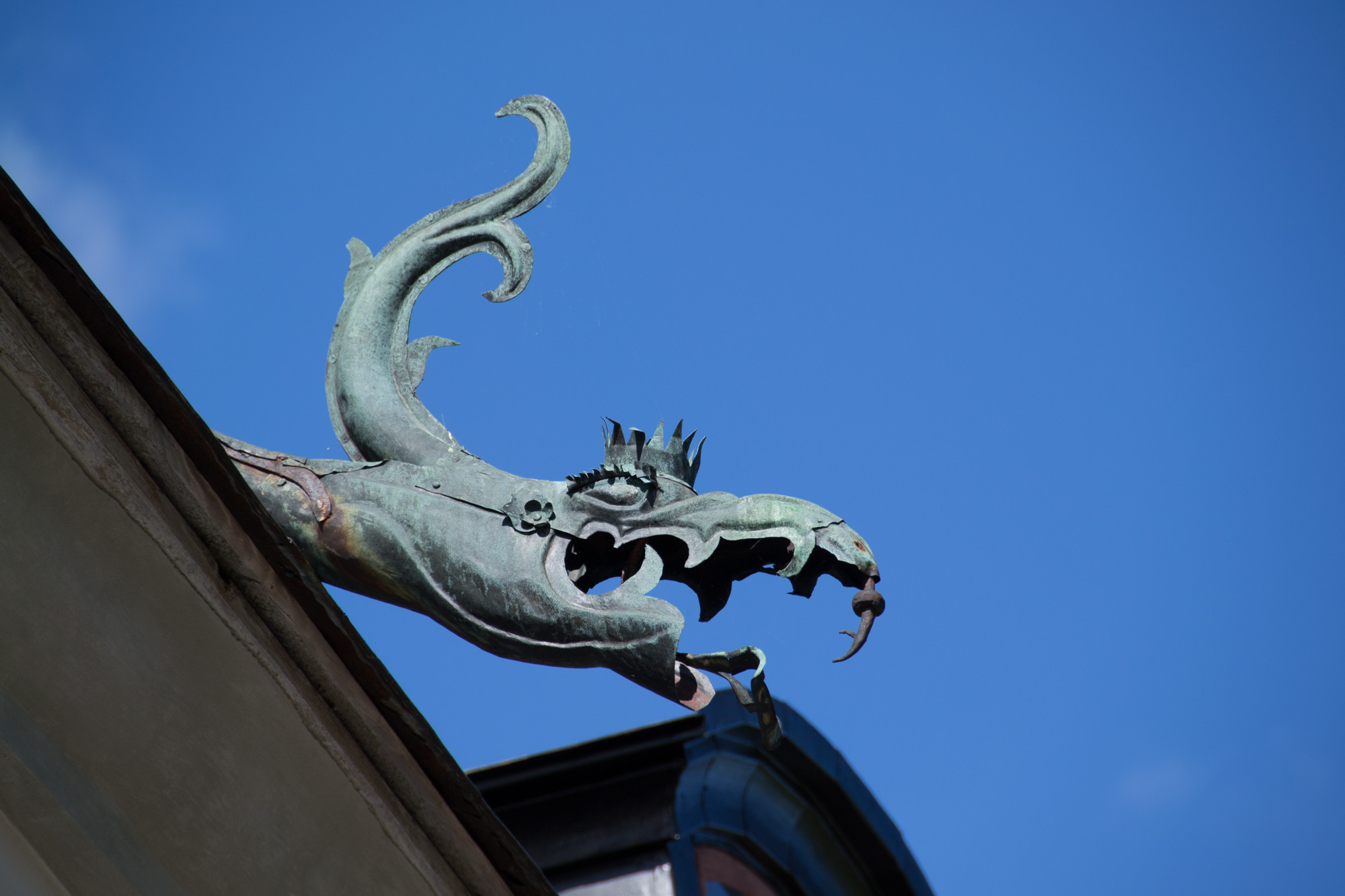
En av de delfinformade vattenkastarna i koppar, som en gång prydde det ursprungliga taket.
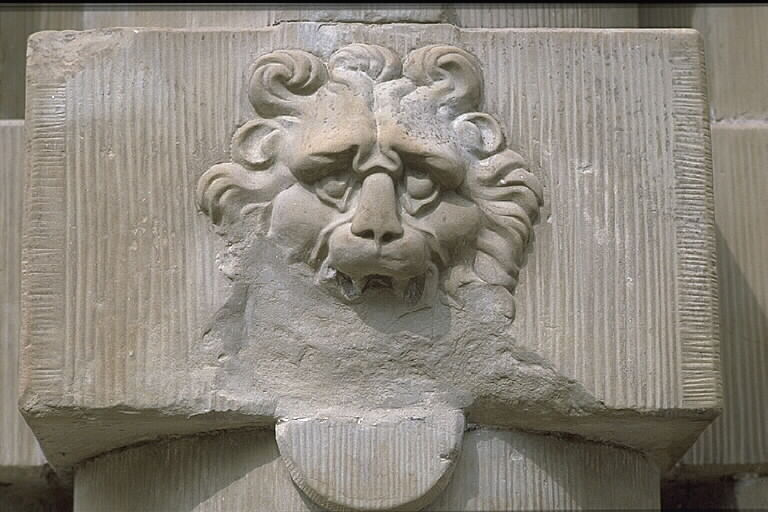
En maskaron vid en av sandstensportalerna.
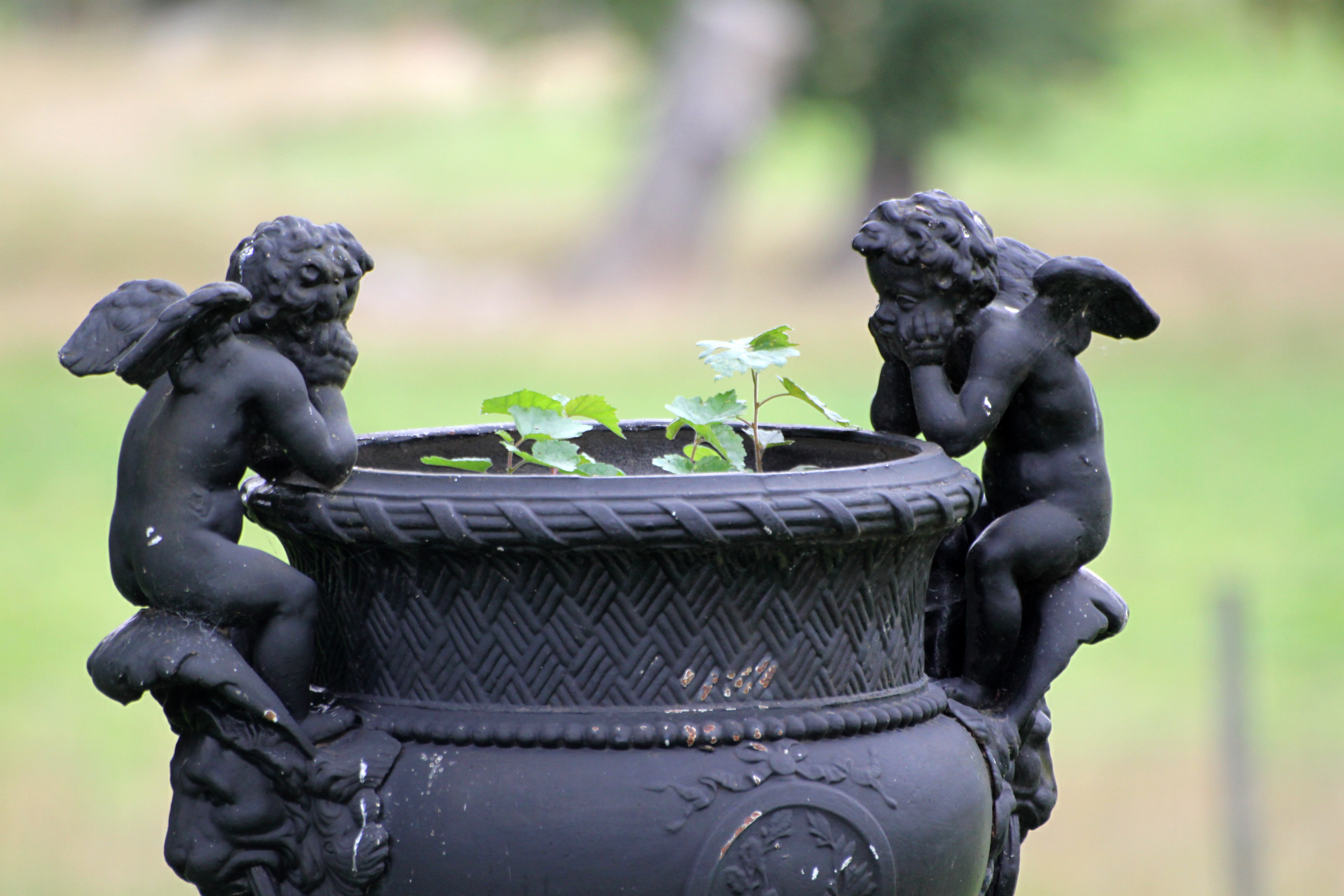
En trädgårdskruka vid slottet.
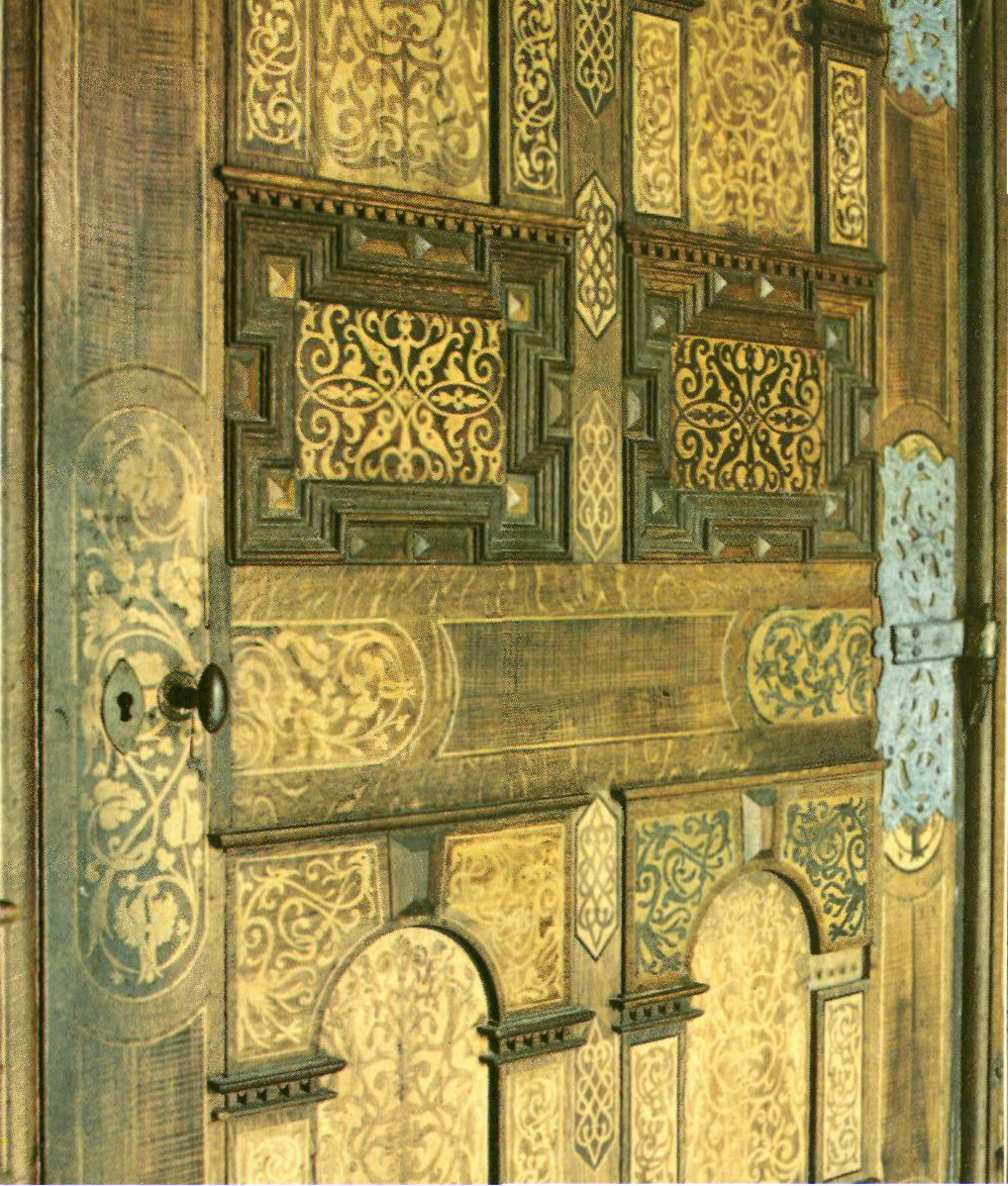
Interiör, dörren i renässans är ett praktstycke med rik dekor i trämosaik (1967).
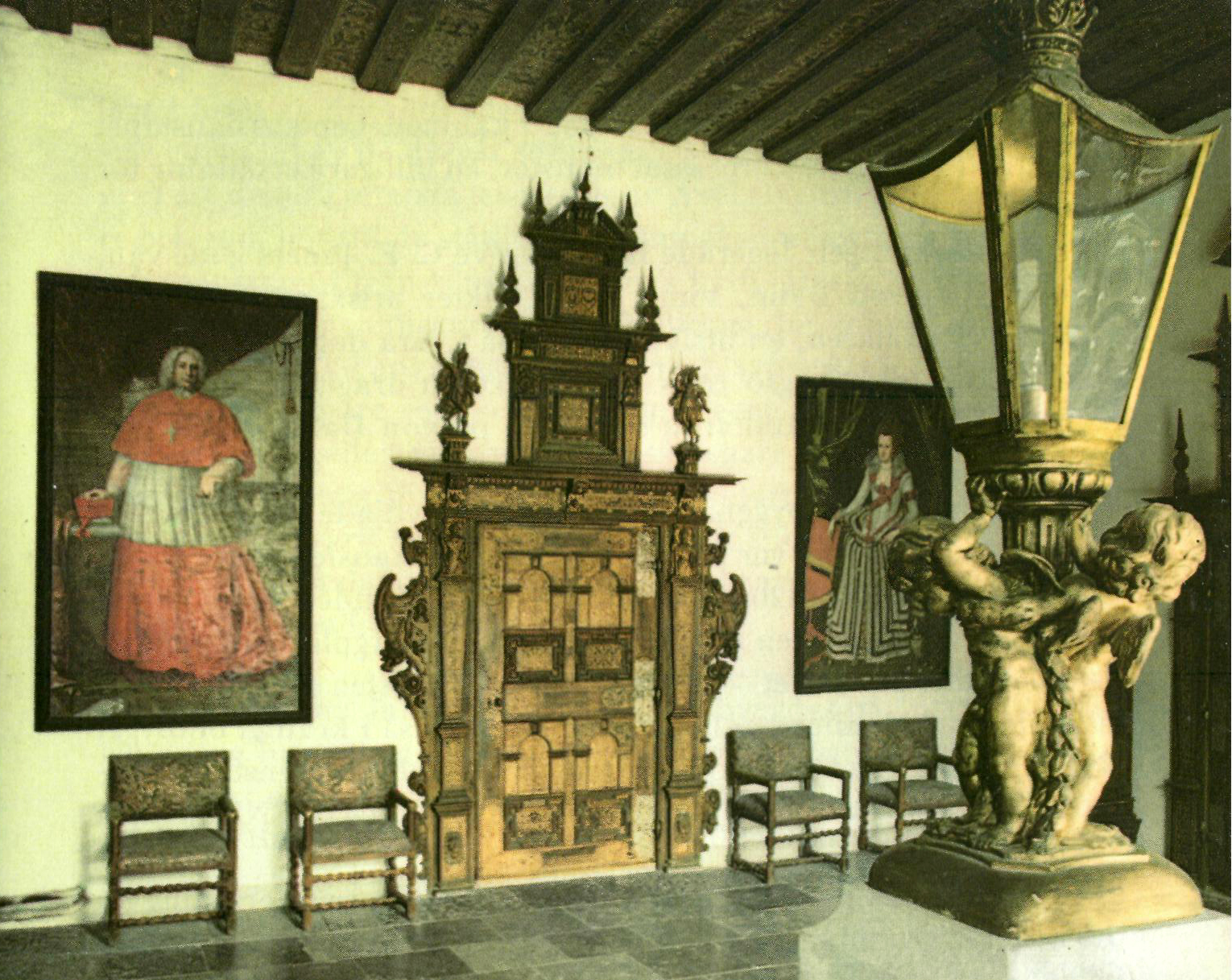
Interiör i Tidö slott som visar en av de ståtliga dörrarna med dansande krigare, av det äldre slaget i nordeuropeisk renässans (1967).